# 田村秢

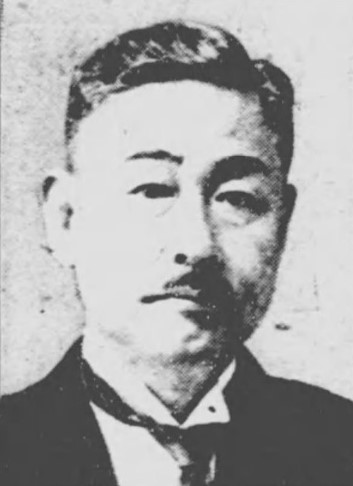
田村秢

田村 秢（たむら みのる、1894年〈明治27年〉10月3日 - 1991年〈平成3年〉11月19日）は、日本の弁護士、政治家。衆議院議員（当選1回）。ZTV代表取締役社長田村憲司、衆議院議長田村元の父。自由民主党衆議院議員田村憲久の祖父。TBSテレビアナウンサーの田村真子は曽孫にあたる。

## 経歴
三重県宇治山田市岩淵町（現・伊勢市）出身。
宇治山田中学(旧三重県立第四中学校)を1912年に卒業し、金沢の第四高等学校を経て、1917年、東京帝国大学に入学。1921年、東京帝国大学法学部独法科を卒業。
松阪市で弁護士を開業した。後に三重県弁護士会会長を3期務め、日本弁護士会連合会理事を務めた。
三重県会議員、同議長を経て、1942年の第21回衆議院議員総選挙で三重2区（当時）から翼賛政治体制協議会の推薦を受けて当選する（いわゆる「翼賛候補」）。大政翼賛会三重県協力会議長、同中央協力会議員などを務めた。
在職中は翼賛政治会、大日本政治会、日本進歩党に所属した。戦後、公職追放となった。1951年追放解除。その後は弁護士を務め、三重弁護士会長となる。

## 出生・系譜
現在の伊勢市役所がある場所で開業医をしていた田村猛雄麿（たけおまろ）と田村長夫妻の6人の子の3番目の長男として1894年（明治27年）に出生。
田村猛雄麿の父である田村光可（みつか）は高知の下級武士（長宗我部氏の郷士）であり、母である光（みつ）は須賀文之丞という上級武士（山内家の家臣）の次女であった。高知の田村家の隣は後に三菱財閥や日本郵船を創業する岩崎彌太郎の生家であった。
田村猛雄麿は、伊勢神宮があり皇族その他貴人・著名人の参宮客が多いなどの理由で医師が求められていたため、土佐とは縁の無い宇治山田に赴任。旧桑名藩士の娘である伊藤長と結婚。

## 政策・主張
戦前に田村は、「政府を引きずって行く程の議会をつくるのが戦争遂行裡の日本の切実な要求である。歴史的に機能を喪失した議会が退いて八紘一宇の大国是、即ち大東亜共栄圏を完遂するにふさわしい議会の設立が要求せられる秋、私は憂国の熱情に燃えて前進するのである。」と政見を述べていた。

## 人物
- 宇治山田中学、第四高等学校、東京帝国大学では母校野球部の闘将として驍名を轟かせた[12]。ポジションは投手。第四高等学校時代は全国野球大会で優勝[14]。
- 第四高等学校では安倍寛（安倍晋太郎の父、安倍晋三の祖父）、平泉澄、駒井重次と同級生[14]。
- 東京帝国大学卒業後、土佐でのお隣さんであった縁で岩崎弥太郎が創業した日本郵船の面接を受けたものの、結局は弁護士になって伊勢に戻った[14]。
- 伊勢で出会った藤田美弥と1923年（大正12年）に駆け落ちし、それ以降は松阪に移ってそこを本拠地とすることになった。親に許されぬ自由結婚であり、駆け落ちの際に美弥はお腹に田村元を宿していた。田村猛雄麿の許しを得て正式に婚姻できたのは1937年（昭和12年）であった。（当時の伊勢新聞の一面トップに「若き弁護士、地位も名誉も捨てて愛の逃避行」と報じられたとされているが、残念ながら当時の記事は戦争で焼けてしまい、残されていない。）[14]
- 住所は三重県松阪市垣鼻[4][6]、同市茶与町[7]。趣味は狩猟、読書[6]、スポーツ[7]。
- 岸信介は公職追放の間に伊勢神宮の世話人をしており、松阪の田村家によく立ち寄っていた[14]。

## 家族・親族
田村家
- 男・元[4]（1924年 - 2014年、政治家）
- 女（1926年 - ）[4]
- 二男・憲司（1931年 - 2021年）[4]
- 二女、三女[4]